# Powódź tysiąclecia we Wrocławiu
Powódź tysiąclecia we Wrocławiu – katastrofalne zalanie znacznej części Wrocławia w czasie powodzi tysiąclecia, która nawiedziła w lipcu 1997 r. Europę Środkową. Na Dolnym Śląsku wylały wówczas wody Odry i jej dopływów, w tym m.in. Bobru, Bystrzycy, Kaczawy, Kwisy, Małej Panwi, Nysy Kłodzkiej, Nysy Łużyckiej, Olzy, Oławy, Ślęzy i Widawy. Wody powodziowe Odry wdarły się do miasta  12 lipca 1997 r., a ostatecznie ustąpiły 6 sierpnia. We Wrocławiu powódź tysiąclecia miała szczególnie ciężki przebieg, ponieważ nałożyły się dwie fale powodziowe: z Odry i Widawy. Ponadto kilka dni przed kulminacją mieszkańcy podwrocławskiej wsi Łany nie pozwolili na jej zalanie, co znacznie obniżyłoby straty. Z powodu specyficznego przebiegu rzeki przez miasto wylew nastąpił niezależnie zarówno w centrum, jak i na północy Wrocławia. Pod wodą znalazło się 40% powierzchni miasta.

## Szersze tło powodzi
Powódź, która nawiedziła w lipcu 1997 roku południową i zachodnią Polskę, Czechy, wschodnie Niemcy (Łużyce), północno-zachodnią Słowację oraz wschodnią Austrię, doprowadzając na terenie Czech, Niemiec i Polski do śmierci 114 osób oraz szkód materialnych w wymiarze blisko 4,5 miliarda dolarów amerykańskich. Ze względu na tak duże rozmiary zjawiska i strat potocznie nazywana jest powodzią tysiąclecia. W Polsce zginęło 56 osób, a szkody oszacowano na około 3,5 miliarda dolarów.

## Stan ochrony przeciwpowodziowej
Do wcześniejszych powodzi na Dolnym Śląsku dochodziło wielokrotnie. Tylko na początku XX w. we Wrocławiu miały miejsce dwie: w 1903 i 1905 r. W ich efekcie wybudowano nowoczesny system zabezpieczający – do 1920 r. powstał wrocławski węzeł wodny, złożony z kanałów przeciwpowodziowych, 93 km wałów, 11 jazów oraz 10 śluz żeglugowych, mogący poradzić sobie z wodą o przepływie 2200–2400 m³/s (626 cm). System ten sprawdził się podczas powodzi w latach 1975 i 1985, jednak nie uwzględniał kumulacji fal z więcej niż jednej rzeki, czyli przepływu wody rzędu 3600 m³/s.

## Początek
Przybór wody poniżej granicy polsko-czeskiej rozpoczął się 5 lipca 1997 r., a następnie w Raciborzu-Miedoni w godzinach 2:00−4:00 kulminacja osiągnęła stan 1045 cm (o 207 cm wyższa niż dotychczas zaobserwowane absolutne maksimum w roku 1985). Największe straty w dorzeczu górnej Odry zanotowano w powiatach wodzisławskim i raciborskim oraz opolskim. Jeszcze dwa dni przed powodzią lokalne wydanie Gazety Wyborczej informowało: We Wrocławiu nie grozi nam powódź, ale (...) pojedyncze piwnice mogą być podtopione. Do Wrocławia najwyższa fala powodziowa zaczęła docierać 12 lipca, w sobotę, w godzinach południowych. Fakt, że mieszkańcy miasta wiedzieli już z prasy, radia i telewizji, jakie szkody wyrządziła Odra w Raciborzu i Opolu, oraz że dla większości z nich był to dzień wolny od pracy, znacząco wpłynął na ich mobilizację i zdolność do samoorganizacji w działaniach wobec zbliżającego się zagrożenia. Już w poprzedzający czwartek (10 lipca) prezydent miasta Bogdan Zdrojewski, zaalarmowany sytuacją w Opolu, zaapelował do mieszkańców Wrocławia, by zaczęli gromadzić zapasy wody pitnej, a do dyrektorów największych instytucji w mieście – by podjęli stosowne działania przygotowawcze na wypadek powodzi. Na dodatek tuż przed Wrocławiem doszło do połączenia się dwóch szczytowych stanów wód: z Nysy Kłodzkiej i Odry.

### Protest w Łanach
W czwartek i w piątek rozważano możliwość obniżenia wysokości zbliżającej się do Wrocławia fali powodziowej przez przerwanie wałów w Jeszkowicach i Łanach. Sprzeciw dużej grupy zgromadzonych mieszkańców tych wsi oraz Kamieńca Wrocławskiego, szczególnie w Łanach, uniemożliwił jednak rozlanie wody po tamtejszych polach i zabudowaniach mieszkalnych. Choć prace przygotowawcze i gromadzenie ładunków wybuchowych przez saperów już trwało, a wały zabezpieczone były kordonem policji, ludzie zaalarmowani przez jednego z mieszkańców, 11 lipca w nocy wylegli, by bronić wsi przed zalaniem. Podczas zakładania ładunków wybuchowych doszło do utarczek między saperami a mieszkańcami Łan. Nad ranem wicewojewoda odwołał akcję saperów, a ludność poinformowano, że „zaszła pomyłka”. Ponowną akcję podjął wojewoda, który przyjechał do wsi ok. godz. 18:00, lecz i on nie zdołał przekonać mieszkańców. Wicekomendant wrocławskiej policji Jan Albrechciński odmówił użycia siły. Przebywający tego dnia we Wrocławiu minister spraw wewnętrznych i administracji Leszek Miller domagał się odwołania wicekomendanta. Kolejna decyzja zapadła o czwartej nad ranem. Akcję przeprowadzono z helikopterów, lecz ładunki okazały się zbyt małe, by rozsadzić wały. Przebywający następnego dnia we Wrocławiu premier Włodzimierz Cimoszewicz podpisał weksle in blanco, mające zadośćuczynić stratom po zniszczeniu wsi. Z wekslami do Łanów udali się wojewoda i marszałek sejmiku samorządowego Leon Kieres. Im również nie udało się przekonać mieszkańców. 
Sytuacja w Łanach była tematem wypowiedzi polityków, etyków, hydrologów, a nawet Najwyższej Izby Kontroli. Postawę mieszkańców Łan tak komentował dziennikarz Gazety Wyborczej:

Łany stały się symbolem. Dla jednych mniejszego zła, czyli próby ocalenia wielkiego miasta kosztem zatopienia kilkuset gospodarstw i domów w piętnastu wioskach; dla innych determinacji zwykłych ludzi z bezduszną, arogancką władzą gotową użyć policji i wojska, by zniszczyć dobytek ich życia w imię ratowania wrocławskich zabytków.

Tego samego dnia prezydent Zdrojewski wydał zarządzenie o ewakuacji mieszkańców osiedli graniczących z Wrocławiem od północy i wschodu. Większość mieszkańców odmówiła jednak i została w domach.

### Przygotowania w mieście

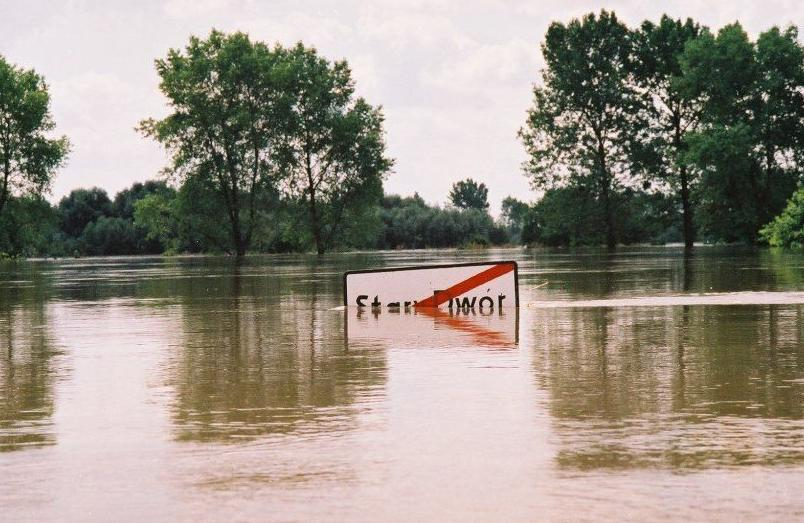
Zalana miejscowość Stary Dwór w pobliżu Wrocławia

9 lipca o godz. 8:00 prezydent Bogdan Zdrojewski ogłosił alarm powodziowy, a dwa dni później zaapelował do mieszkańców o poczynienie niezbędnych przygotowań: zgromadzenie wody pitnej, świec i butli gazowych. W mieście zapanowała panika, a niektórzy mieszkańcy oskarżali prezydenta o zmowę z rozlewniami wód mineralnych. 11 lipca przystąpiono do budowy szalunków w mieście. Akcję koordynował komitet przeciwpowodziowy a praca odbywała się w systemie zmianowym. Według szacunków Urzędu Miasta ułożono we Wrocławiu od 300 do 480 tysięcy worków z piaskiem. Część worków sprowadzono nawet drogą lotniczą, m.in. aż z Gdańska. Napełniane były piaskiem nie tylko przywożonym w tym celu z piaskowni, istniało powszechne przyzwolenie na wykorzystywanie piasku zgromadzonego do remontów ulic w różnych częściach miasta (m.in. rozkopano w tym celu znaczny odcinek gotowej podsypki przy ulicy gen. Józefa Hallera); opróżniono też przy okazji większość dziecięcych piaskownic we Wrocławiu. Brano także ziemię z trawników. Worki w najbardziej zagrożonych zalaniem punktach miasta układali głównie – zwłaszcza w pierwszych godzinach zagrożenia – gromadzący się spontanicznie wolontariusze, na ogół kierujący się w odpowiednie miejsca własnym rozeznaniem topografii najbliższej okolicy, często także w reakcji na komunikaty podawane w radiu i telewizji. Później trafiały w te miejsca także zorganizowane grupy żołnierzy i strażaków z całego kraju.
W piątek, 11 lipca, doszło do przerwania wału przeciwpowodziowego w Siechnicach, co ostatecznie przesądziło o dotarciu fali powodziowej do Wrocławia. 12 lipca ok. godz. 6:00 mieszkańców osiedla Księże Małe zaalarmowali policjanci, ogłaszając przez megafony konieczność natychmiastowej ewakuacji w obliczu nadchodzącej z północnego wschodu (dorzecze rzeki Oławy) fali powodziowej. Znaczna większość mieszkańców pozostała jednak w domach i podjęła przygotowania do odparcia fali powodziowej. W tym celu wykorzystywano każde dostępne źródło piasku, np. całkowicie opróżniono wszystkie okoliczne piaskownice. Właściciele samochodów od samego rana starali się wywieźć swoje pojazdy i zaparkować je w innych częściach miasta, niektórzy desperacko poszukiwali jakichkolwiek wzniesień w okolicy, by uchronić pojazdy przed zniszczeniem. Ok. godz. 13:00 woda przelała się przez ul. Opolską i wdarła na osiedle, w przeciągu godziny osiągając wysokość 180 cm. Zalane zostały m.in. ulice Katowicka, Chorzowska, Bytomska, Tarnogórska, Głubczycka. Przez następne kilka dni żywność i woda były dostarczane przez wojskowe śmigłowce Mi-17, których załogi zrzucały ją na dachy budynków lub spuszczały na linach.

## Główna fala

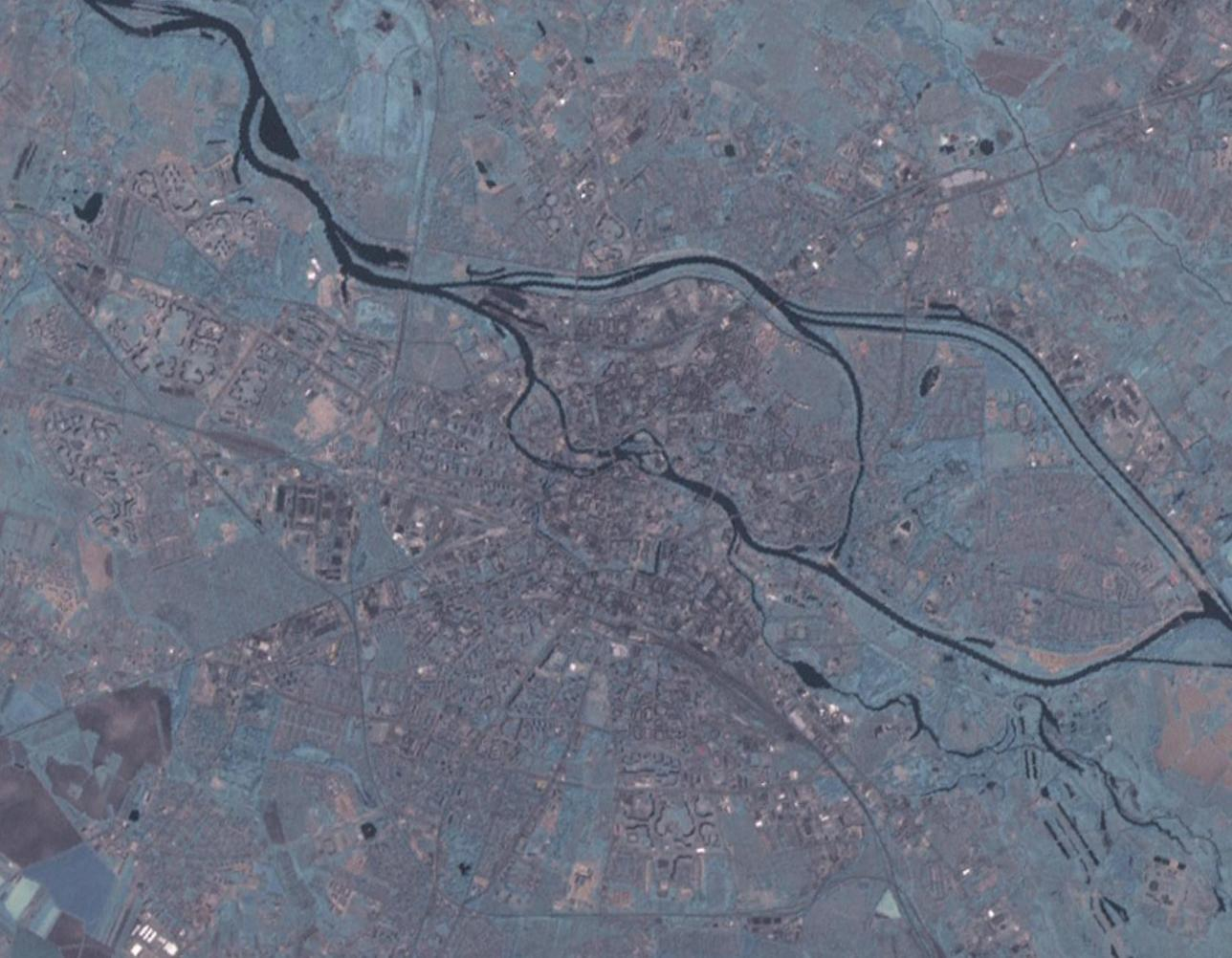
Zdjęcie satelitarne Wrocławia z widocznymi rozgałęzieniami Odry

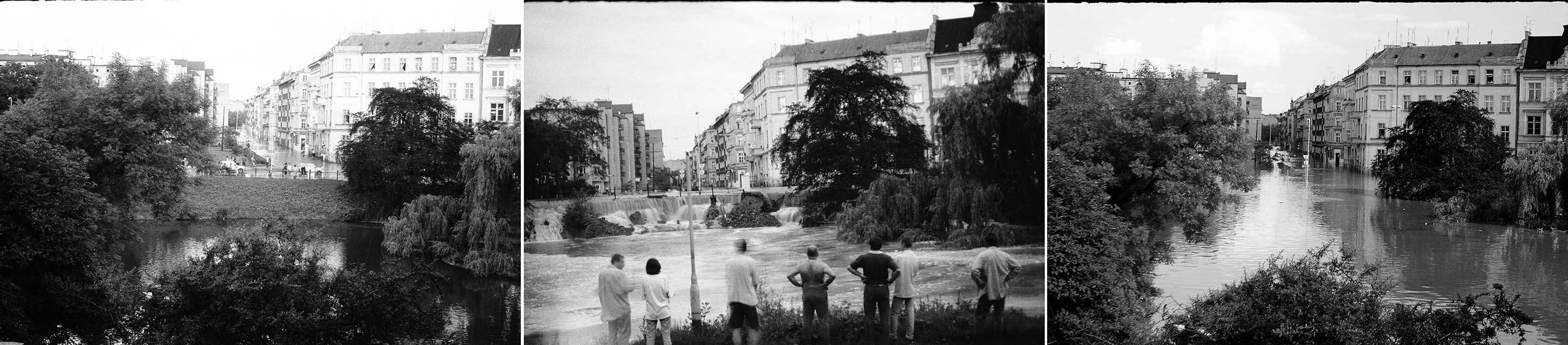
Fosa miejska 12 lipca w południe, 12 lipca wieczorem i 13 lipca. Woda dotarła do fosy z rzeki Oławy przez ulice Komuny Paryskiej

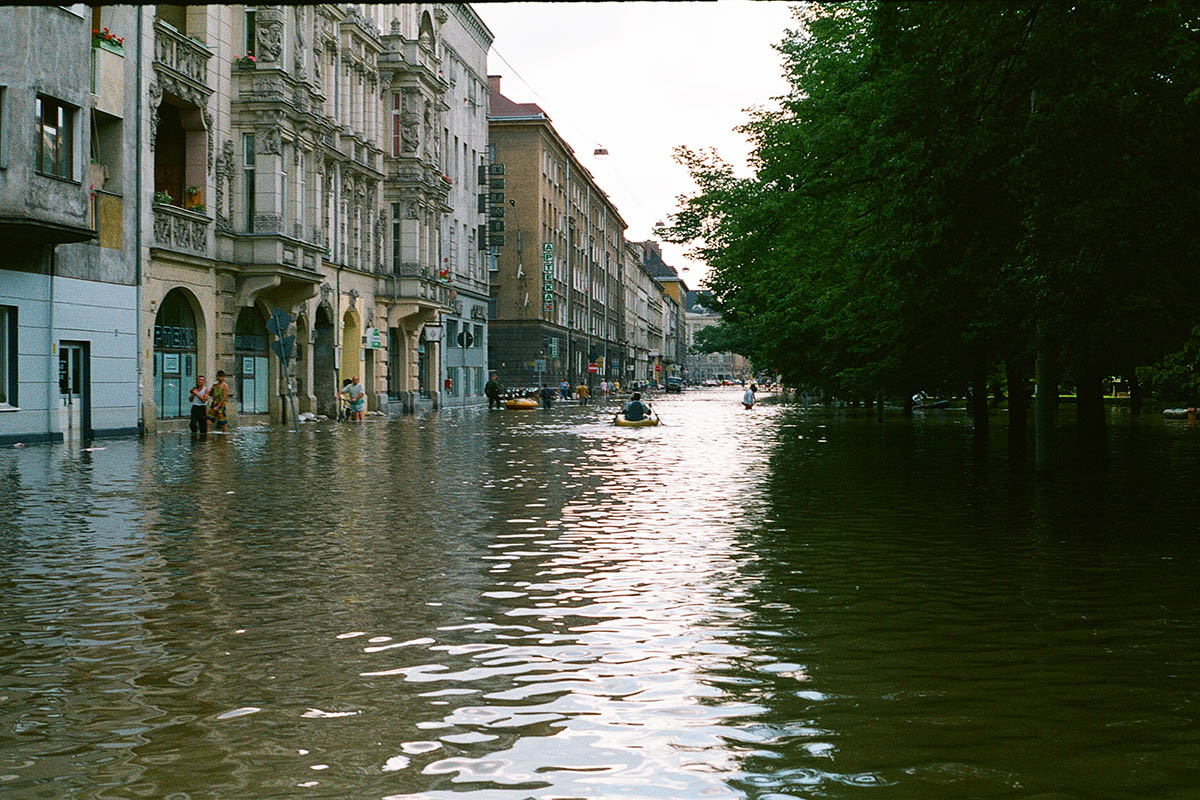
Ulica Kościuszki w południe 14 lipca

W sobotę 12 lipca woda wtargnęła do centrum miasta prawdopodobnie przez Żabią Groblę i ul. Traugutta, gdzie zostały przerwane wały. Następnie przez ul. Kościuszki i ul. Komuny Paryskiej dotarła do fosy miejskiej rozlewając się na okoliczne osiedla, nocą docierając na południu do ul. Piłsudskiego i Dworca Głównego, a na zachodzie płynąc w stronę ul. Legnickiej i osiedla Szczepin. W ten sposób północna część miasta została całkowicie odcięta od południowej. Dopiero w poniedziałek 14 lipca w godzinach popołudniowych udało się wysiłkiem mieszkańców zatamować wodę przy Żabiej Grobli. Ucierpiały również osiedla Zalesie i Zacisze znajdujące się pomiędzy kanałem powodziowym a starym korytem Odry, a przed zalaniem ochroniono Sępolno i Biskupin. Udało się uratować również wrocławski ogród zoologiczny (zginęła tylko jedna zebra, którą wystraszył warkot helikopterów), powódź dotknęła dopiero co odremontowany przed Kongresem Eucharystycznym Ogród Japoński. Woda wdarła się na osiedla, które wybudowano na terenach zalewowych: Kowale, Maślice, Księże Małe, Księże Wielkie, Rakowiec, osiedle Widawa, Pracze Odrzańskie. 

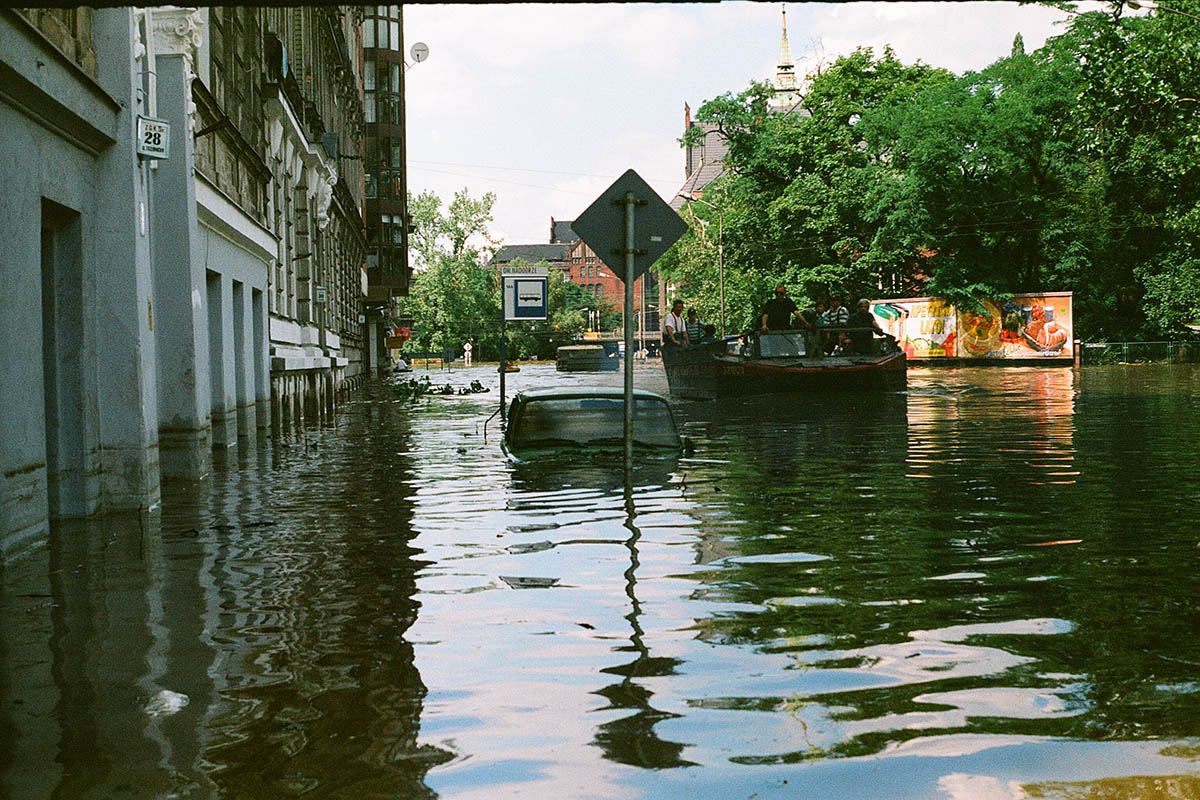
Amfibia na ul. Trzebnickiej, 14 lipca 1997 r. Ciemna linia na budynkach i samochodach jest śladem po najwyższym poziomie wody

Szczególnie zniszczone zostało osiedle Kozanów, gdzie nałożyły się fale Odry i Ślęzy. Woda w tym miejscu sięgała nawet pierwszego piętra. Osiedle to zostało wzniesione na polderach zalewowych, wobec zwlekania z decyzją przerwania wałów powodziowych i zalania działek rekreacyjnych, sytuacja tam w pewnym momencie stała się krytyczna. Podobnie do pierwszego piętra sięgała woda na Rakowcu (tzw. Trójkąt Bermudzki), a znajdujące się tam kamienice sprzed II wojny światowej, nierzadko z drewnianymi stropami, ucierpiały tak bardzo, że wiele z nich trzeba było zburzyć (kilka z nich zawaliło się samych; nikt przy tym nie ucierpiał). Na Szczepinie woda utrzymywała się wyjątkowo długo z racji ukształtowania terenu. Najdłużej powódź utrzymywała się na Kozanowie i Księżu Małym, gdzie jeszcze kilka dni po przejściu fali dojście do budynków możliwe było tylko przy pomocy pontonu lub kajaka.
16 lipca  woda zaczęła wycofywać się ze Śródmieścia. Tego dnia ruszyła komunikacja autobusowa. W piątek 18 lipca poziom wody na punkcie pomiarowym w Trestnie obniżył się o ponad 1,5 metra; zaczęła odpływać woda z Popowic. Tego samego dnia spodziewana była druga fala powodzi; prezydent zarządził natychmiastową ewakuację mieszkańców północno-zachodnich dzielnic miasta, m.in. Leśnicy i Pracz Odrzańskich. Sytuację pogorszył padający w tych dniach ulewny deszcz. Dopiero ok. 22 lipca zaczynają się osuszać tereny koło Siechnic. Zdesperowani mieszkańcy tej miejscowości zablokowali drogę do Wrocławia. 23 lipca wystąpiła z brzegów Ślęza (wskutek cofki) i ponownie zalała Kozanów oraz Muchobór. Druga fala powodziowa doszła do Wrocławia 25 lipca około godz. 18:30, ponownie zalewając Siechnice.

## Akcja ratunkowa
Akcję przeciwpowodziową prowadziły: istniejące wówczas Wojewódzki Komitet Powodziowy, Rejonowy Komitet Powodziowy oraz powołany specjalnym zarządzeniem prezydenta Miejski Komitet Powodziowy. Dużą akcję przeprowadzono w nocy z 12 na 13 lipca  na Ostrowie Tumskim, starając się ratować najcenniejsze zabytki. Oprócz wolontariuszy pracowała straż pożarna, która kontrolowała przepływ dużych przedmiotów: drzew, kontenerów a nawet kiosku, które w każdej chwili mogły uderzyć w newralgiczne miejsce, np. przęsło mostu. Z innych ważnych obiektów ratowano m.in. dworzec główny, bibliotekę Ossolineum i zbiory Muzeum Narodowego. Pracowano nawet z narażeniem zdrowia i życia. Jak wspomina Bogdan Zdrojewski

W pewnym momencie jeden ze strażaków za mocno wbił w płynące drzewo bosak i chcąc go ratować, niewiele brakowało, a wykonałby skok do wody podobny do skoku o tyczce. Po prostu siła wody była gigantyczna. Z trudem utrzymano go na brzegu. Podobnie było z młodym człowiekiem, który próbował podczas obrony ogrodu zoologicznego wyciągnąć z wody jakiś płynący przedmiot. Tam, nurt był dość szybki i pewnie tylko refleksowi kolegów zawdzięcza życie.

 Przy pracach ratunkowych brało udział ok. 5 tys. osób a podczas całego okresu powodzi pomagało 20 tys. osób.

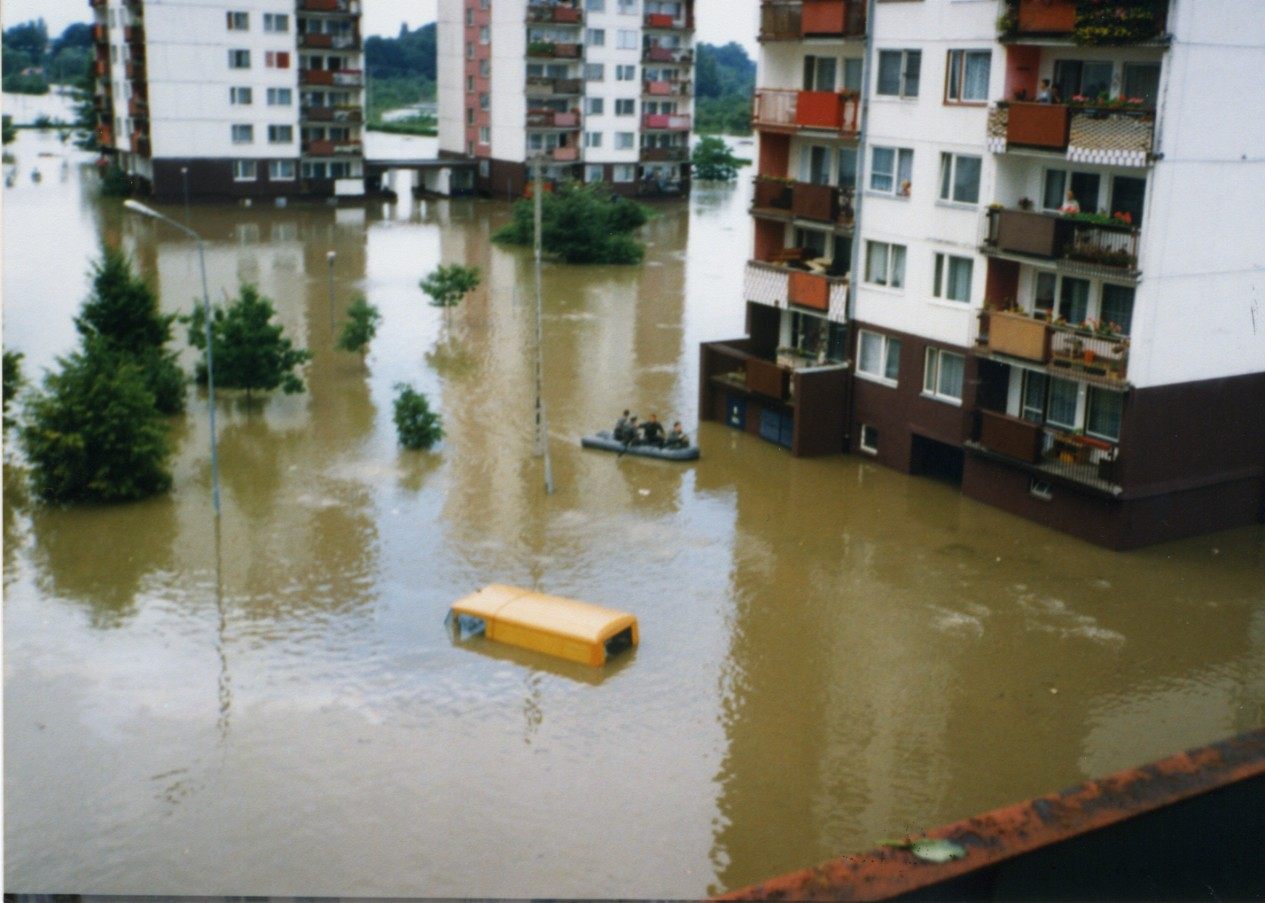
Powódź na wrocławskim Kozanowie

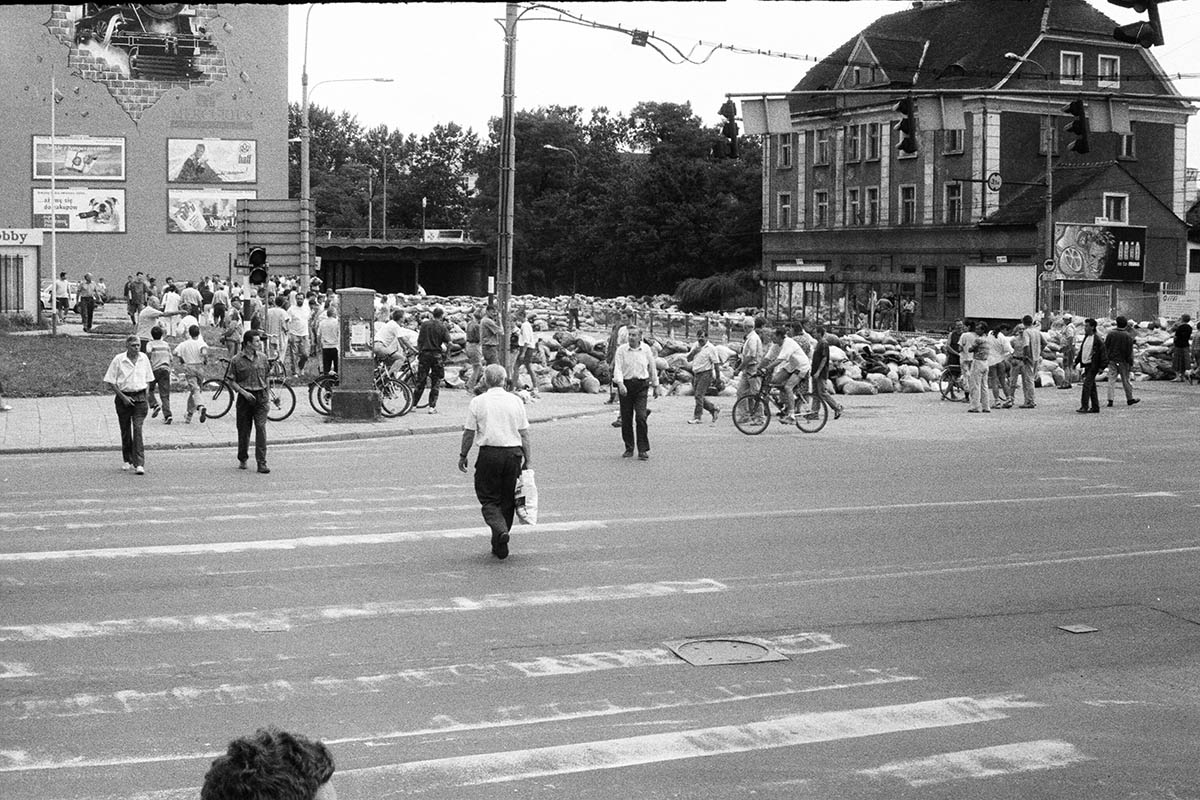
Zapora przed wiaduktem na ul. Borowskiej. Ustawianie wielokrotnych linii worków było wynikiem doświadczenia po 24 godzinach walki z powodzią

Aby uchronić przed zalaniem południowe dzielnice miasta, konieczne było utworzenie zapory na linii wiaduktu kolejowego biegnącego od Brochowa, przez Dworzec Główny i dalej w kierunku dzielnicy Fabryczna. W efekcie woda zmuszona została do płynięcia wąskim pasem przez miasto, aby połączyć się z pierwotnym nurtem w okolicach Kozanowa. Plan ten się udał i do zatopienia południowych dzielnic ostatecznie nie doszło.
Akcja ratunkowa napotykała również na przeszkody biurokratyczne. Prezydent miasta starał się o natychmiastowe zaszczepienie mieszkańców przeciwko durowi brzusznemu i tężcowi, na co nie uzyskał zgody. Brakowało współpracy między instytucjami centralnymi i pojawiały się problemy związane z podziałem kompetencji: za urządzenia hydrotechniczne odpowiadały służby państwowe. Brakowało również decyzji finansowych. Jednym z kuriozalnych zarzutów było zastrzeżenie Najwyższej Izby Kontroli, że prezydent Zdrojewski podczas powodzi nie podpisywał listy obecności.
Równolegle z akcją ratunkową przebiegała akcja pomocy humanitarnej dla mieszkańców zalanego miasta. Do miasta przyjeżdżały konwoje z pomocą, mimo że wjazd do miasta był utrudniony. Największe centrum koordynacyjne pomocy znajdowało się w budynku Poltegor (tam miała swoją siedzibę m.in. Telewizja Dolnośląska). Pracowali tam m.in. prezydent, policja oraz wolontariusze.

## Życie miasta

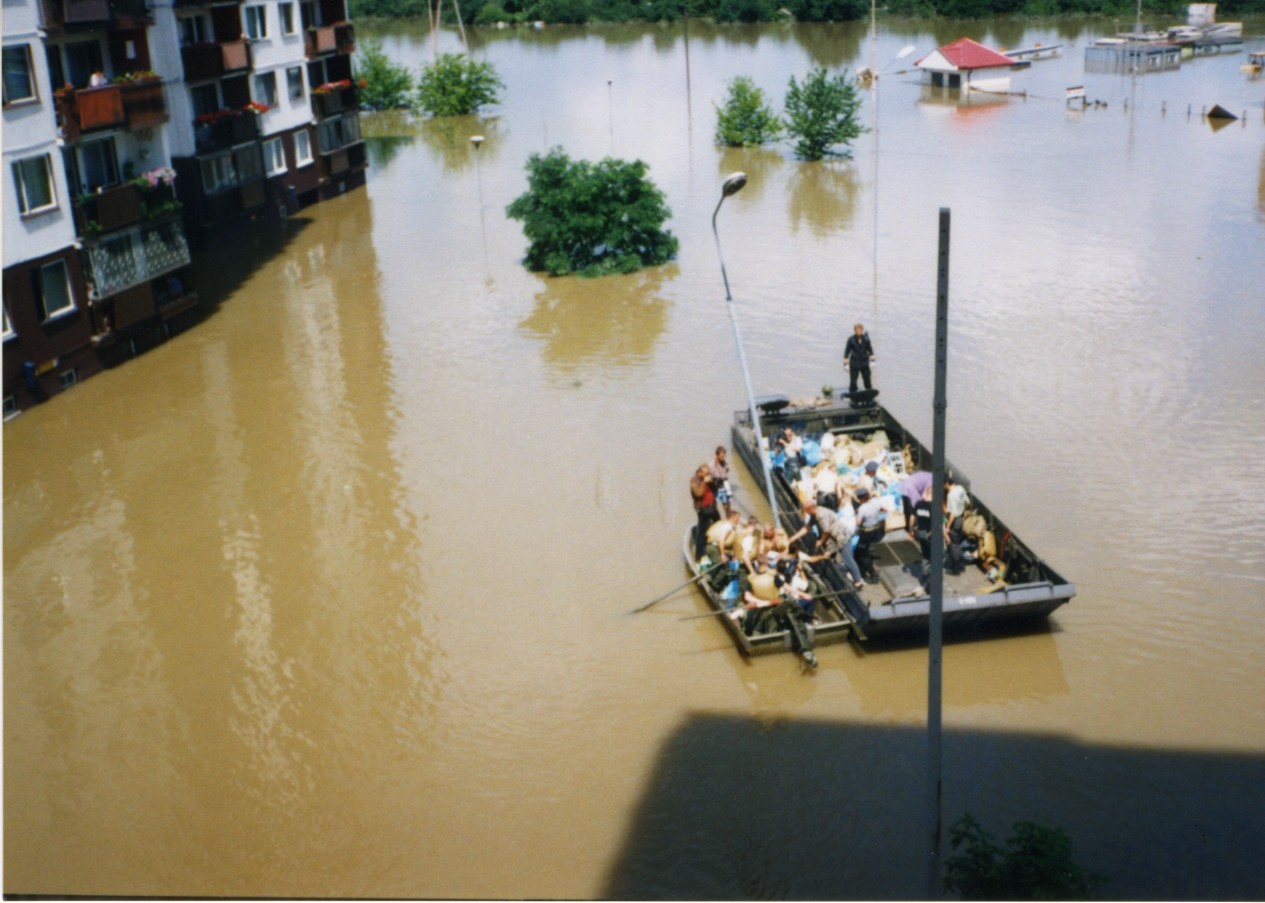
Amfibia PTS-M na ulicach zalanego miasta

W pierwszych dniach Odra zalała cmentarz i wysypisko śmieci, brak energii elektrycznej dotknął także newralgiczne miejsca, w tym szpitale. Zapas szczepionek szybko się skończył, a mieszkańcy zaczęli obawiać się epidemii. W całym mieście była wyłączona woda, niektóre osiedla były odcięte od energii elektrycznej, ponadto nie działały telefony i w dużej części komunikacja miejska. Do budynków odciętych wodą żywność dostarczano trzydziestoma wojskowymi helikopterami Mi-17. Korzystano z nielicznych studni, m.in. na rondzie Powstańców Śląskich. Ludzie gromadzili się na dachach zalanych budynków, tam odbywało się życie towarzyskie, stamtąd również komunikowano się ze światem zewnętrznym. Media, a zwłaszcza radio i Telewizja Dolnośląska  informowały  o sposobie komunikacji ze śmigłowcami: biały kolor oznaczał potrzebę pomocy doraźnej, czerwony – medycznej. Nie zabrakło również zjawisk patologicznych: policja zatrzymywała osoby spekulujące na cenach wody mineralnej, niektórzy żądali 200 zł za przejazd pontonem, zdarzały się również włamania do opuszczonych na czas powodzi mieszkań. Policja aresztowała mężczyznę, który w swoim mieszkaniu zgromadził koce i łóżka polowe, prawdopodobnie celem odsprzedaży z zyskiem. Osoby czerpiące korzyści materialne ze sprzedaży darów dla powodzian miały być karane z artykułu  204 par. 2 k.k. dotyczącego przywłaszczenie mienia powierzonego, za co groziła kara od 6 miesięcy do 5 lat więzienia. 
Podczas powodzi najważniejszym zadaniem było uratowanie miasta. Podczas mszy w kościele przy ul. Wittiga proboszcz powiedział do uczestników mszy: pomodlić możemy się kiedy indziej, teraz bierzcie łopaty i gumowe buty i idźcie ratować zoo.
Sklepy spożywcze w centrum otworzono w poniedziałek 14 lipca. Wśród najbardziej poszukiwanych artykułów były pieczywo, papierosy i baterie. Mimo utrudnień większość nie miała kłopotów z zaopatrzeniem. Wrocławski PDT został otwarty po południu i sprzedawał najpotrzebniejsze artykuły spod uniesionej kraty głównego wejścia. Policja zwróciła się do sklepów, by w miarę możliwości zaczęły prowadzić sprzedaż obwoźną i z pontonów do zalanych dzielnic.  W wyniku braku prądu niektóre towary, np. lody, sklepy rozdawały za darmo. Normalnie działały apteki, a w przypadkach chorób przewlekłych nie trzeba było mieć recepty, wystarczyło pokazać opakowanie leku.
Nie zabrakło również sytuacji humorystycznych, na przykład nurkowania młodych mężczyzn do sklepu monopolowego. Inną sytuację wspomina ówczesny prezydent Bogdan Zdrojewski:

Zdziwiony byłem np. reakcją bardzo młodego człowieka, który wyhamował swój kajak na widok czerwonego światła na jednym z zalanych skrzyżowań. Popatrzył w lewo, prawo i popłynął dalej.

Mimo poważnej atmosfery po mieście krążyły liczne dowcipy, specyficznie nawiązujące do powodzi, na przykład Dzwoni pani i mówi, że na podwórku ma dwa psy na łańcuchu. – A na jak długim? – pytają w komitecie powodziowym. – No, ze dwa metry. – Łańcuch przedłużyć – słyszy w odpowiedzi – będzie szła fala trzymetrowa.
Reakcja mieszkańców na powódź były różne w zależności od wieku. Dla młodych był to przeciwnik, z którym należało się zmierzyć, i potraktowali ją z niemal sportowym zaangażowaniem, starsi widzieli w niej zagrożenie dla swojego dobytku oraz rzeczy mających dla nich wartość sentymentalną, a nawet zagrożenie życia. Mimo to w działaniu nie było widać różnic.

## Media

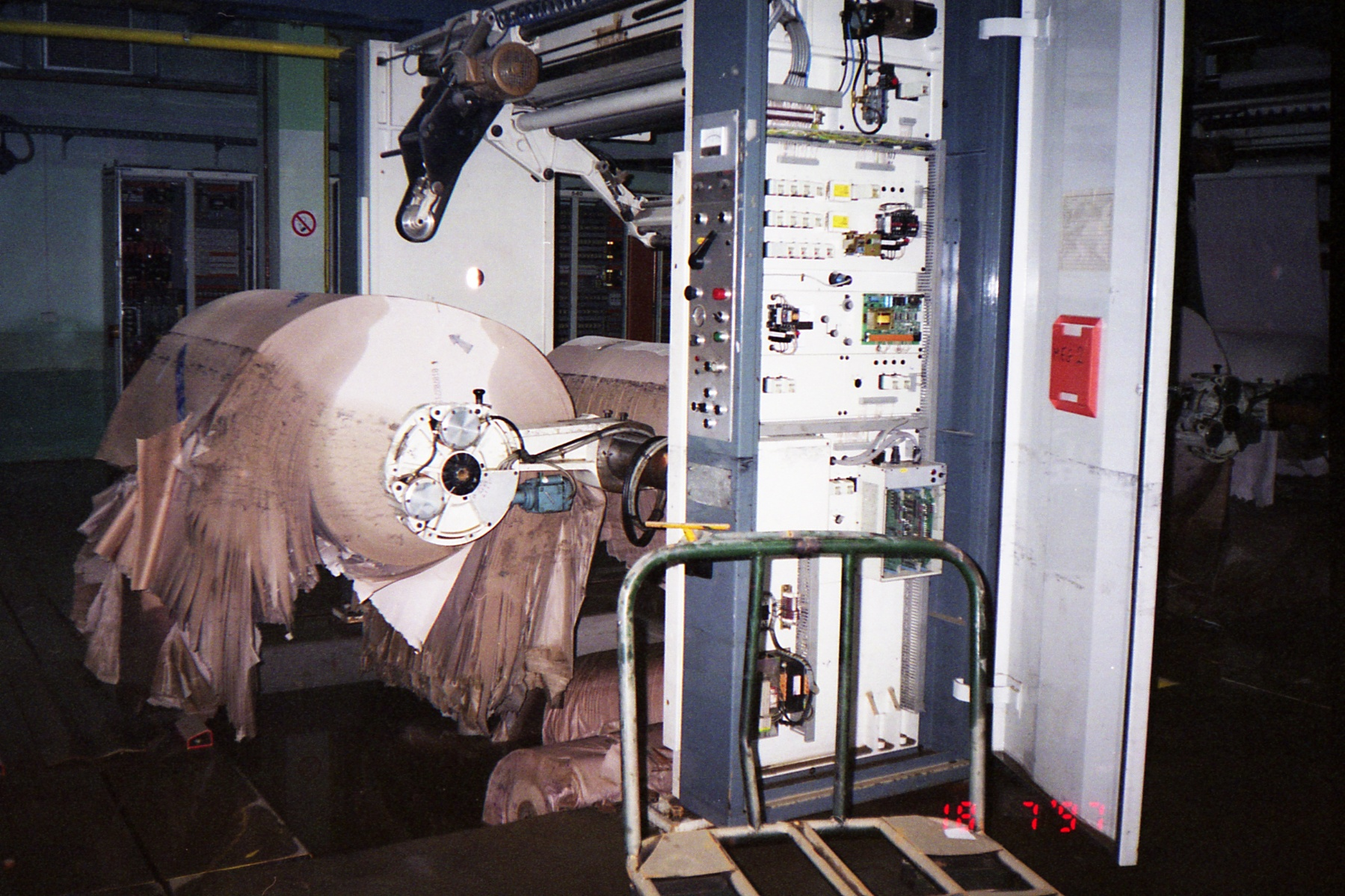
Rozerwany przez wodę zwój papieru w zalanej przez powódź drukarni na Swojczycach

Od początku w sprawy powodzi zaangażowała się Telewizja Dolnośląska. 9 lipca na antenie tej telewizji sztab przeciwpowodziowy ogłosił stan alarmowy dla województwa wrocławskiego. Stopniowo zwiększano czas antenowy przeznaczony na informacje o powodzi, od 10 lipca bieżące informacje pojawiały się również w nocy. Od soboty 12 aż do 16 lipca wiadomości powodziowe nadawane były non stop. Do zainicjowanej przez stację akcji włączyli się prezydent Bogdan Zdrojewski i wojewoda Janusz Zaleski. Telewizja współpracowała również z redakcjami Słowa Polskiego i lokalnymi rozgłośniami radiowymi.
Stacja oprócz działalności informacyjnej zajmowała się koordynowaniem działań służb i ochotników walczących z powodzią, a redakcja została przekształcona w sztab antykryzysowy. Zajmowano się zarówno organizowaniem worków, piasku, ochotników jak też dystrybucją i koordynacją pomocy dla osób dotkniętych powodzią. Uruchomiono kilkadziesiąt numerów telefonicznych, zarówno stacjonarnych jak i komórkowych, przez które pomagano w poszukiwaniu zaginionych osób. Do swojej zwykłej ramówki telewizja wróciła dopiero 28 lipca.
Drugim ośrodkiem informacji, ważnym zwłaszcza dla osób pozbawionych elektryczności, było Radio Wrocław. Głód informacji wśród mieszkańców miasta był duży, konwoje humanitarne spotykały się często z prośbami o baterie do radia.
Powódź dotknęła także redakcje Gazety Wrocławskiej i dolnośląskiej Gazety Wyborczej, ale obie te gazety miały swoje drukarnie w miejscowościach poza Wrocławiem; Gazeta Wrocławska przeniosła swoją redakcję do drukarni w Bielanach.

## Seriale o powodzi
Powódź tysiąclecia, która dotknęła Polskę w lipcu 1997 roku stała się inspiracją dla twórców filmowych. 5 października 2022 roku na platformie Netflix pojawił się serial Wielka woda. Produkcja bezpośrednio opowiada o wydarzeniach z lipca 1997, kiedy to fala powodziowa zbliżała się do Wrocławia. Serial wyreżyserował Jan Holoubek i Bartłomiej Ignaciuk.

## Skutki powodzi
W wyniku powodzi zostało zalanych i podtopionych 2583 budynków mieszkalnych. W wyniku akcji ratunkowej uratowano zabytki wrocławskiego Śródmieścia, m.in. cały Ostrów Tumski i Wyspę Piasek, a także rynek, dworzec główny i bibliotekę Ossolineum. Zalany został budynek filharmonii, zdołano jednak uratować fortepiany. Podtopiony został parter Akademii Muzycznej. Zalało również Teatr Polski i sąd wojewódzki. Ponadto w wyniku powodzi ucierpiały trzy hale sportowe, port miejski, zakład uzdatniania wody oraz dopiero wyremontowany Dworzec Świebodzki. Ponadto odbudować należało 44 km dróg oraz 21 mostów, kładek i wiaduktów. Remonty kosztowały miasto 132 miliony złotych, ponadto uzyskano 115 mln zł dotacji: 66,2 mln zł z Europejskiego Banku Odbudowy i Rozwoju, 43 mln zł z Banku Światowego i 5,7 mln zł z programu Phare. Podjęto również decyzję modernizacji wrocławskiego węzła wodnego, a także wykonania kanału Odra-Widawa. W roku 2017 wrocławski węzeł wodny był przygotowany na przepustowość 3100 m³/s, ponadto wybudowano nowe wały, a stare zostały wzmocnione, udrożniono i poszerzono koryta Odry. Poprawiono również zabezpieczenie miasta w piasek do 300 tys. worków (20 tys. m³). Przeprowadzony remont Grobli Kozanowskiej spowodował, że osiedle jest bezpieczne w wypadku podniesienia stanu wody.